# 旺德兰维尔
旺德兰维尔（法語：Vandelainville，法語發音：[vɑ̃dlɛ̃vil]）是法国默尔特-摩泽尔省的一个市镇，位于该省中部，属于图勒区。

## 地理
旺德兰维尔（49°1'1"N, 5°58'35"E）面积1.36 平方千米，位于法国大東部大區默尔特-摩泽尔省，该省份为法国东北部内陆省份，是洛林的一部分，北邻比利时、卢森堡，北起顺时针与摩泽尔省、下莱茵省、孚日省和默兹省接壤。
与旺德兰维尔接壤的市镇（或旧市镇、城区）包括：戈尔兹、马德河畔巴永维尔、翁维尔。

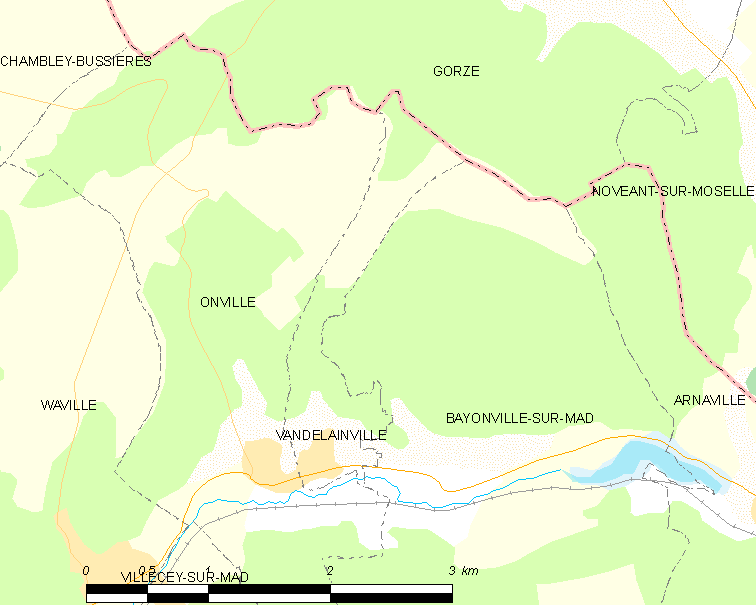
旺德兰维尔的OSM定位图

旺德兰维尔的时区为UTC+01:00、UTC+02:00（夏令时）。

## 行政
旺德兰维尔的邮政编码为54890，INSEE市镇编码为54544。

## 政治
旺德兰维尔所属的省级选区为蓬塔穆松县。

## 人口

1962-2008年间旺德兰维尔人口变化图示

旺德兰维尔于2022年1月1日时的人口数量为142人。